# سابرينا
سابرينا (بالإنجليزية: Sabrina)‏ هي ممثلة بريطانية وأمريكية، ولدت في 19 مايو 1936 بستوكبورت في المملكة المتحدة، وتوفيت في 24 نوفمبر 2016 بلوس أنجلوس في الولايات المتحدة.

## وصلات خارجية
- سابرينا على موقع IMDb (الإنجليزية)
- سابرينا على موقع قاعدة بيانات الفيلم (الإنجليزية)